# Paraschistura alta
Paraschistura alta is een straalvinnige vissensoort uit de familie van de bermpjes (Nemacheilidae). De wetenschappelijke naam van de soort werd voor het eerst geldig gepubliceerd in 1998 door Nalbant & Bianco als Schistura alta.